# Emoia jakati
Emoia jakati es una especie de lagarto escincomorfo del género Emoia, familia Scincidae. Fue descrita científicamente por Kopstein en 1926.
Habita en Papúa Nueva Guinea, islas Salomón, Palaos, Carolinas, islas Marshall, Archipiélago de Bismarck y Micronesia.